# 奧喬皮 (佛羅里達州)
奧喬皮（英語：Ochopee）是位於美國佛羅里達州科利爾縣的一個非建制地區。該地的面積和人口皆未知。

## 地理
奧喬皮的座標為25°54′04″N 81°18′13″W / 25.90111°N 81.30361°W，而該地的平均海拔高度為2米（即7英尺）。